# Gymnasium Weikersheim
Das Gymnasium Weikersheim ist ein Gymnasium in Weikersheim im Main-Tauber-Kreis in Baden-Württemberg. Das Weikersheimer Gymnasium hat seine Wurzeln in einer seit 1376 belegten Lateinschule, eine der ältesten Lateinschulen Baden-Württembergs, und gehört somit zu den ältesten Schulen in Deutschland.

## Geschichte

### Schule
Ein Beleg aus dem Jahre 1376 nennt einen gewissen Leupoldus de Wyggersheim (Leupoldus aus Weikersheim) als Student an der deutschen Universität in Prag. Folglich muss bereits mindestens seit 1376, möglicherweise schon früher, eine sogenannte Lateinschule in Weikersheim bestanden haben, die eine Vorgängerschule des heutigen Gymnasiums war. Es wird angenommen, dass diese Schule seit jeher unter der Fürsorge der Herren von Hohenlohe stand. Im Jahre 1586 stellte Wolfgang II. von Hohenlohe fest, dass es um die Schule in Weikersheim nicht sehr gut bestellt sei. Graf Wolfgang, der auch Schloss Weikersheim erbauen ließ, gab schließlich um das Jahr 1600 den Auftrag zur Erbauung eines Schulhauses. Später wurde die Lateinschule mit dem Diakonat verbunden. Im Jahre 1810 waren die Diakone zugleich Präzeptoren. Zur damaligen Zeit zog die Schule in ein neues Schulhaus um, das 1745 in der nach ihr benannten Schulstraße errichtet wurde. Dieses Schulgebäude wurde bis zur Mitte des 20. Jahrhunderts genutzt. Im Jahre 1899 wurde die Lateinschule in eine Realschule mit fakultativem Lateinunterricht umgewandelt. 1924 wurde die Schule vom württembergischen Staat aufgegeben und es folgte die Umwandlung der bisher öffentlichen in eine private Schule. Diese wurde in der Folge als Gemeinde-Realschule Weikersheim bezeichnet. In den 1930er und 1940er Jahren bewegten sich die Schülerzahlen auf niedrigem Niveau und nahmen zunehmen ab. Während des Zweiten Weltkriegs wurde die Schule am 1. Juni 1941 wegen allgemeinen Lehrermangels vorübergehend geschlossen. Am 1. Juli 1941 wurden die Geräte und Lehrmittel der Realschule an die Volksschule Weikersheim übergeben und der einzige Lehrer nach Maulbronn versetzt. Nach dem Zweiten Weltkrieg wurde die Schule im Jahre 1945 als Städtische private Oberschule wieder eröffnet. Am 10. Juli 1952 wurde von der Stadt Weikersheim ein Antrag auf Verstaatlichung der Schule gestellt. Am 18. September 1952 beschloss der Gemeinderat einen Antrag beim Kultusministerium auf einen Ausbau der damals vierklassigen Oberschule auf eine fünfklassige Oberschule zu stellen und ab dem Schuljahr 1954/55 den Ausbau der Oberschule in eine sechsklassige Oberschule zu erreichen. Die Bemühungen führten zum Erfolg und aus der Oberschule entstand das Progymnasium Weikersheim. Für das Schuljahr 1954/55 standen der Schule als Unterrichtsräume die alte Volksschule (Schulstraße 11) und die alte Realschule (Schulstraße 7) zur Verfügung.

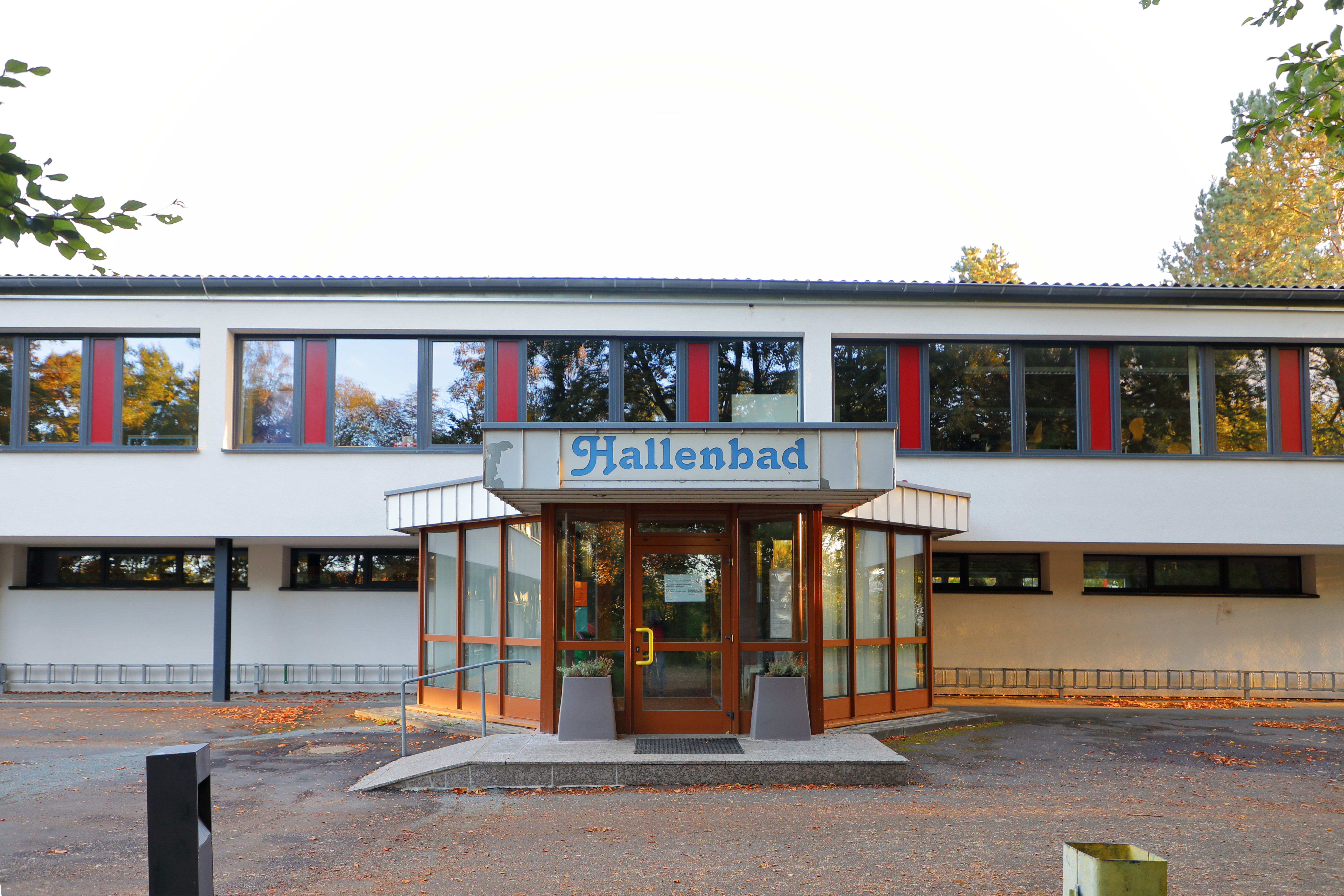
Eingang des Städtischen Hallenbads

Am 14. Dezember 1962 konnte die Schule in das neue Schulhaus am heutigen Standort (Laudenbacher Straße 20) umziehen. Im Lauf der 1960er Jahre wurden die Voraussetzungen geschaffen, um das Progymnasium zu einem Gymnasium auszubauen. 1966/67 wurde daher das Progymnasium zunächst zu einem sogenannten Gymnasium im Aufbau. Zum Schuljahr 1970/71 hatte die Schule ihre erste Abiturklasse, womit die Schule seit 1970 ihren heutigen Namen, Gymnasium Weikersheim, trägt.
Im Untergeschoss des ältesten Gebäudeteils befindet sich von Anfang an das Städtische Hallenbad.

### Schulleitung
Liste der Schulleiter
| Amtszeit  | Schulleiter              |
| --------- | ------------------------ |
| ?         | Fricker                  |
| ?         | Ludwig                   |
| 1974–1999 | Gunther Thierauf         |
| 1999–2004 | Eisele                   |
| 2004–2016 | Kurt Heuser              |
| Seit 2016 | Christiane Ballas-Mahler |

## Schulleben und Besonderheiten

### Fremdsprachen und Profilrichtungen
Ab der fünften Jahrgangsstufe ist als erste Fremdsprache Englisch obligatorisch. Für die sechste Jahrgangsstufe ist verpflichtend zwischen Französisch oder Latein zu wählen.
Ab der achten Jahrgangsstufe können die Schüler:
- das sprachliche Profil mit Spanisch als dritter Fremdsprache oder[7]
- das naturwissenschaftliche Profil mit dem Fach Naturwissenschaft und Technik wählen.[7]

In allen Profilen ist die naturwissenschaftliche Grundbildung in den Fächer Biologie, Chemie und Physik identisch.

### Arbeitsgemeinschaften
An der Schule werden für Schüler die folgenden Arbeitsgemeinschaften (AGs) angeboten:
- Musical-AG (Klasse 5–8)
- Schulband (Klasse 5–8)
- Technik-AG (Klasse 5–8)
- Pferde- und Reit-AG (Klasse 5)
- Tennis-AG (Klasse 5–8)
- Tastaturschulung (Klasse 5/6)
- Roboter-AG (Klasse 5/6)
- Stimmbildung (Klasse 6)

### Cafeteria
Die Cafeteria des Weikersheimer Gymnasiums feierte im Jahre 2013 ihr 25-jähriges Jubiläum. Sie dient als Mittelpunkt der Schule, Treffpunkt und Kommunikationsraum nicht nur während der Mittagspause. Für sein Engagement wurde das Cafeteria-Team im Juni 2002 vom Land Baden-Württemberg, von Ministerpräsident Erwin Teufel persönlich, geehrt.

### Offene Ganztagsschule
Das Gymnasium Weikersheim ist eine städtische Schule mit Offener Ganztagsschule. Im Gegensatz zur Ganztagsschule orientiert sich das Gymnasium Weikersheim überwiegend an der klassischen Unterrichtsstruktur der Halbtagsschule und bietet nach dem Unterricht ein zusätzliches, freiwilliges Nachmittagsprogramm.

## Ehemalige Schüler und Lehrer

### Bekannte Schüler
- Johann Christian Friedrich Meister (bis 1770), deutscher Jurist und Hochschullehrer
- Helmut Böttiger (Abitur), deutscher Schriftsteller, Literaturkritiker und Essayist
- Jens Wischnewski (Abitur), deutscher Filmregisseur, Drehbuchautor und Filmeditor

### Bekannte Lehrer
- Hansmartin Simpfendörfer (1961–1972), deutscher Pädagoge und Politiker (SPD)
- Sabine Bischoff-Wolf (bis 2013), deutsche Florettfechterin, deutsche Meisterin und 1984 Olympiasiegerin mit der Mannschaft
- Uwe Klausner (bis 2018), deutscher Autor von historischen Kriminalromanen